# Jan Engelbert van Arenberg

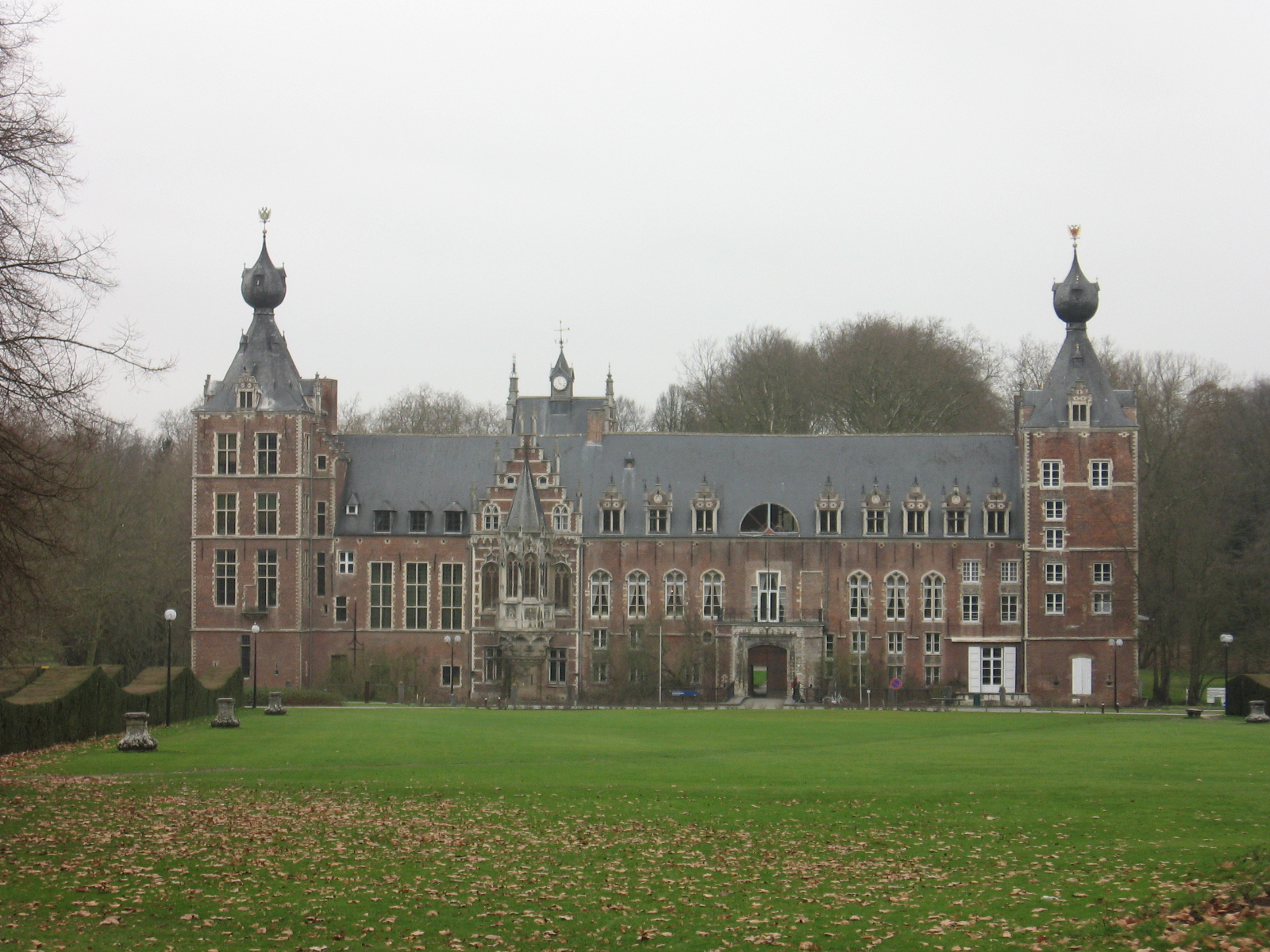
Het familiekasteel van de Belgische familie Arenberg

Jan Engelbert (Jean-Englebert) Maria Paul Werner Antoon Willem Gaspard van Arenberg ('s-Gravenhage, 14 juli 1921 – Lausanne, 15 augustus 2011) was de 12de hertog van Arenberg.

## Familie
Jan Engelbert van Arenberg behoort tot een prinselijke familie, van wie het soevereine graafschap in 1547 voor het eerst werd erkend. In 1576 werd het graafschap tot prinsdom verheven. De prinselijke families van Arenberg en Ligne hebben dezelfde stamvader.
Hij was de oudste van de vier kinderen van prins Eberhard van Arenberg (Brussel, 18 februari 1892 - Vorst, 12 augustus 1969) en gravin Anne-Louise de Mérode (Loverval, 13 september 1894 - Vorst, 18 november 1969). Eberhard verkreeg in 1953 adelserkenning binnen de Belgische adel voor hem en al zijn nakomelingen, met de titel van prins of prinses en met het predicaat Doorluchtige Hoogheid.
Toen hertog Erik van Arenberg (Heverlee, 17 oktober 1901 - Punta del Este, Uruguay, 13 september 1992), die niet tot de Belgische adel behoorde, als laatste mannelijke vertegenwoordiger van de oudere tak overleed, was Jan Engelbert, binnen de familiehiërarchie zijn opvolger als hertog. Op 26 september 1994 verkreeg hij dat deze titel binnen de Belgische adel juridisch erkend werd en ook overdraagbaar bij eerstgeboorte.
Jan Engelbert trouwde op 18 januari 1955 in Berchtesgaden met prinses Sophie van Beieren (Starnberg, 20 juni 1935), dochter van prins Rupprecht van Beieren en prinses Antonia van Luxemburg.
Ze hadden vijf kinderen:
- Leopold van Arenberg, (Tervuren, 20 februari 1956), dertiende hertog van Arenberg en negentiende hertog van Aarschot, die in 1995 trouwde met Isabel gravin zu Stolberg-Stolberg (Aken, 1963), lid van de Nederlandse adellijke familie Zu Stolberg-Stolberg
- Karel Lodewijk van Arenberg (Tervuren, 13 maart 1957), getrouwd met Fiammetta Frescobaldi Franceschi Marini (Firenze, 1959). Hij was kabinetschef van minister van Telecommunicatie, Overheidsbedrijven en Participaties, belast met de Middenstand Rik Daems (1999-2003). Hij werd voorzitter van de raad van bestuur van Belgocontrol. (Archieven gedeponeerd in KADOC). Hij was lid van de adviesraad van Deutsche Flugsicherung en bestuurder van Atenor. Hij is lid van het Erecomité van het Koninklijk Instituut voor Doven en Blinden.
- Marie Gabrielle van Arenberg (Tervuren, 2 juni 1958), getrouwd met Gilles Morel de Boncourt de Belvalet d'Humeroeuille (1955).
- Hendrik van Arenberg (Tervuren, 20 mei 1961), getrouwd met burggravin Daïné de Spoelberch (Ukkel, 1972). Hij is afgevaardigd bestuurder van Front Partners n.v.
- Etienne van Arenberg (Ukkel, 11 december 1967), getrouwd met Andrienne Keller (Genève, 1970). Hij heeft een Master in Wetenschappen van de Universiteit van Boston. Hij was analist bij Compagnie Générale des Eaux en investeringsbankier bij Creditanstalt, Wenen waarvan hij afgevaardigd bestuurder werd. Hij werd vanaf 1999 senior banker en aandeelhouder van Mirabaud & Co. Hij is ook bestuurder van de familievennootschap en bestuurder bij verschillende caritatieve organisaties.

## Studies en beroep
Jan Engelbert was doctor in de rechten van de Katholieke Universiteit Leuven en Master of Arts van Georgetown University (Verenigde Staten). 
Hij werd bankier en bekleedde de volgende functies:
- mede-eigenaar van de privébank Taymans
- directeur-generaal van de Banque Européenne d'Outre-Mer
- voorzitter van de raad van bestuur van de Continental Bank of Illinois Belgium
- vicevoorzitter van de Continental Bank.

Hij zette zich ook decennialang in voor het bosbeheer van het door hem vernieuwde bos van Champlon-Famenne

## Historicus
Arenberg had een passie voor geschiedenis. Hij schreef drie historische werken en bood samenwerking voor een vijftiental andere.
Hij was de medestichter van:
- Studium Arenbergense (1970)
- Archives du Centre Culturel d'Arenberg (1977)
- Arenberg Stiftung (1981)
- Stichting d'Arenberg (2010)

## Publicaties
De drie werken die hij schreef zijn:
- The Lesser Princes of the Holy Roman Empire during the Napoleonic era, dissertatie (onuitgegeven), Washington, 1950
- Les princes du Saint-Empire à l'époque napoléonienne, met voorwoorden door Leon van der Essen en prins Toumanoff, Leuven, 1951. Vertaald uit het Engels door prinses Eberhard van Arenberg-de Mérode, moeder van de auteur.
- La couronne de Belgique et le Saint-Siège (1830-1831), Enghien, Studium Arenbergense, 1991
- Trois batailles et trois ducs d'Arenberg, Archives et Centre Culturel d'Arenberg, 2001.

## Arenberg en België
De goederen van de familie Arenberg in België, werden na de Eerste Wereldoorlog onder sekwester geplaatst en gedeeltelijk verbeurd verklaard. De verhoudingen met België werden later genormaliseerd. De Katholieke Universiteit Leuven kon eigenaar worden van het kasteel en park Arenberg in Heverlee. 
De familie behield eigendommen in Edingen en concentreerde er haar archieven, die tot op het einde van de twintigste eeuw door de kapucijnen werden beheerd en sindsdien door professionele archivarissen in dienst van de familie.
Arenberg werd eredoctor van de Katholieke Universiteit Leuven en ereburger van de gemeenten Edingen en Aarschot.

## Titels
Behalve de titel van hertog, die rechtskracht heeft door de opname in de Belgische adel, droeg hij de titels van:
- 12de hertog van Arenberg
- 18de hertog van Aarschot
- 7de hertog van Meppen
- 7de prins van Recklinghausen
- graaf van de Mark
- Prins van het Heilige Roomse Rijk van de Duitse Natie

Hij was
- Officier in de Leopoldsorde
- Officier in de Kroonorde
- Ridder van Eer en Devotie van de Orde van Malta
- Commandeur in de Orde van het Heilig Graf
- Groot-commandeur in de Koninklijke Beierse Orde van Sint-Joris
- Grootkruis in de Orde van Verdienste van de Bondsrepubliek Duitsland